# Kapuzinerhölzl

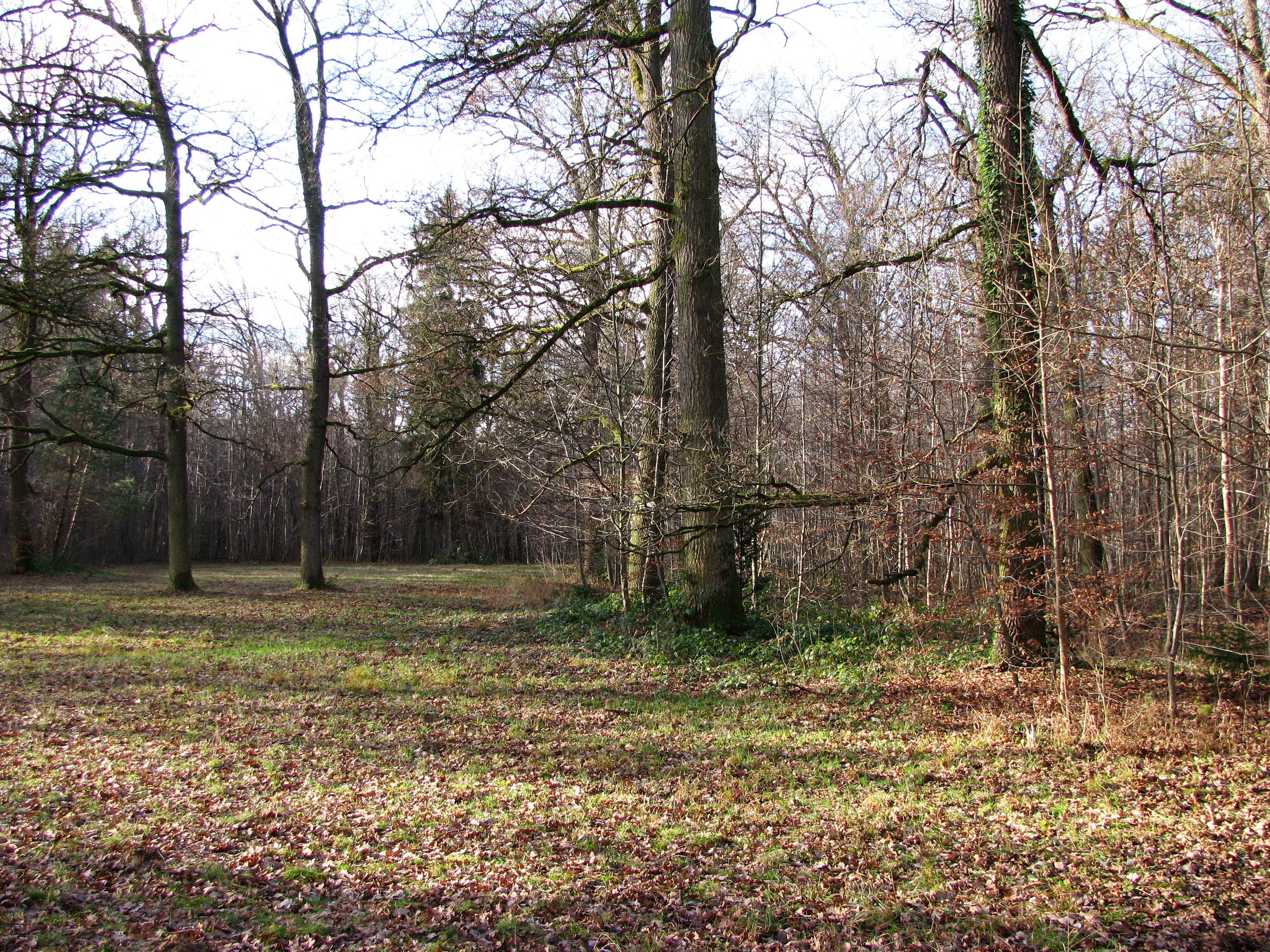
Kapuzinerhölzl

Das Kapuzinerhölzl ist ein 18 Hektar großer Eichen-Hainbuchenwald in München-Moosach. In ihm ist ein kleiner Teil des Lohwaldes bewahrt, der über Jahrhunderte den Norden und Westen der Stadt München umgab.

## Beschreibung
Er liegt an der Menzinger Straße nördlich des Nymphenburger Schlossparks und südlich des Hartmannshofer Walds. Durch ihn  fließt der Hartmannshofer Bach.
Seit 2005 wird im Kapuzinerhölzl vom Landesbund für Vogelschutz in Bayern (LBV) ein besonderes Biotop betreut. Dort wachsen im Münchner Raum seltene oder sogar einzigartige Pflanzen wie u. a. Traubige Graslilie, Besenheide, wilde Heidelbeeren, das kleine Mädesüß, Färberginster, Steinbeere. In Kombination mit dem bis zu 200 Jahre alten Baumbestand bieten die Blütenpflanzen zudem Lebensraum für eine Fülle von Insekten. Das Kapuzinerhölzl zählt zum Natura-2000-FFH-Gebiet "Nymphenburger Park mit Allee und Kapuzinerhölzl".
Der Wald gehörte früher dem Kapuzinerkloster München und ist heute ein Bestandteil des seit 1964 ausgewiesenen Landschaftsschutzgebiets Kapuzinerhölzl und Hartmannshofen.